# Інститут економіки і менеджменту Національного університету «Львівська політехніка»

Емблема Інституту

Інститут економіки і менеджменту (ІНЕМ) Національного університету «Львівська політехніка» надає послуги з підготовки висококваліфікованих фахівців з економіки, бізнесу і менеджменту

Інститут економіки і менеджменту готує фахівців з:
- міжнародної економіки;
- фінансів та кредиту;
- обліку і аудиту;
- економіки підприємства;
- маркетингу;
- менеджменту організацій;
- менеджменту персоналу;
- логістики;
- менеджменту інноваційної діяльності;
- менеджменту зовнішньоекономічної діяльності;
- менеджменту антимонопольної діяльності;
- управління інноваційною діяльністю.

## Кафедри
Підготовку фахівців забезпечують кафедри:
1. Маркетингу і логістики,
2. Менеджменту і міжнародного підприємництва,
3. Менеджменту організації,
4. Обліку та аналізу,
5. Фінансів,
6. Теоретичної та прикладної економіки,
7. Економіки підприємства та інвестицій,
8. Менеджменту персоналу та адміністрування.
9. Зовнішньоекономічної та митної діяльності.

## Адреса
вул. Бандери, 12, Львів-13, 79013

IV навчальний корпус Національного університету «Львівська політехніка», кімната 410